# Tribunal Central de Espionaje y Alta Traición
El Tribunal Central de Espionaje y Alta Traición fue un tribunal creado durante la guerra civil española por el gobierno de la República
Según un decreto del ministerio de Justicia, fechado de Valencia el veintidós de julio de 1937 y firmado por Manuel Azaña y por el ministro de Justicia Manuel de Irujo y Ollo, se creó un tribunal especial para sancionar los delitos de espionaje, alta traición, derrotismo y otros análogos, definiendo delitos y estableciendo sus penas.